# ورزشگاه کمپینگ ورلد
سیتروس بول (به انگلیسی: Citrus Bowl) ساخت ۱۹۳۶، یک ورزشگاه چند منظوره در ارلندو، فلوریدا در ایالات متحده آمریکا است.
این استادیوم یکی از مراکز برگزاری بازیهای جام جهانی فوتبال ۱۹۹۴ بود.